# Blowback (film)
Pour les articles homonymes, voir Blowback.
Blowback est un film américano-canadien réalisé par Mark L. Lester, sorti en 2000.

## Synopsis
Un psychopathe est exécuté sous les yeux de l'agent qui l'a fait emprisonner, mais quelque temps après, ses méthodes réapparaissent... serait-il ressuscité ?

## Fiche technique
- Scénario : Jeffrey Goldenberg, Bob Held, Randall Frakes
- Production : Dana Dubovsky, Brian R. Etting, Mark L. Lester, Terese Linden Kohn, Gary A. Lowe, Jeff Sackman pour American World Pictures (AWP) et Lions Gate Films
- Musique : Sean Callery
- Photographie : Jacques Haitkin
- Montage : Christopher Roth
- Durée : 91 min
- Pays :  Canada /  États-Unis
- Langue : anglais
- Couleur : DeLuxe
- Son : Dolby
- Classification : USA : R (violence et images cruelles, érotisme et grossièreté de langage)

## Distribution
- Mario Van Peebles : Insp. Don Morrell
- James Remar : John Matthew Whitman / Schmidt
- Sharisse Baker-Bernard : Det. Monica Ricci
- Gladys Jimenez : Charlotte Hart-Morrel
- David Groh : Capt. Barnett
- Stephen Caffrey : faux-agent Norwood
- Stephen Poletti : juge Paul Gant
- Peter Allas : Ed Ackers
- Leslie Harter Zemeckis : Sandra Carlow
- Jamie Kailani Bayot : Denise Greer
- Simon Rhee : Henry Dang
- David Grant Wright : Mr. Carlow
- Tony Noakes : Det. Swanson